# Días de fútbol
Días de fútbol és un llargmetratge espanyol de 2003 dirigit per David Serrano de la Peña, autor també del guió, en el que va ser la seva òpera prima. Segons el seu director es tracta d'una "comèdia amarga".

## Argument
Jorge té trenta anys i pensa que la seva vida no pot empitjorar. El seu treball el deprimeix i la seva xicota el deixa quan ell li demana matrimoni. Però encara que sembli mentida les coses sempre poden empitjorar i com a mostra només cal donar un cop d'ull als seus amics: Ramón no sap que el treu més de polleguera, si les ocurrències de la seva dona, o la seva més que perduda lluita contra l'alopècia; Gonzalo porta tant de temps estudiant Dret com buscant xicota, i a aquest pas no sembla que vagi a aconseguir cap de les dues coses; Carlos aspira a ser un gran actor però no ha passat de ser secundari a la telebotiga; Miguel és policia i pare de família però el seu somni és ser cantautor, la qual cosa fa sortir de polleguera a la seva dona.
L'únic que sembla portar controlades les regnes de la seva vida és Antonio, però això no vol dir gaire tenint en compte que acaba de sortir de la presó. Creuen que ha arribat el moment de canviar les seves vides i la brillant solució que troben és tornar a muntar l'equip de futbol que tenien de joves, i per fi guanyar alguna cosa en la seva vida, encara que sigui un trofeu de futbol 7.

## Repartiment
- Ernesto Alterio - Antonio
- Natalia Verbeke - Violeta
- Pere Ponce - Carlos
- Alberto San Juan - Jorge
- Fernando Tejero - Serafín
- María Esteve - Carla
- Secun de la Rosa - Gonzalo
- Nathalie Poza - Patricia
- Roberto Álamo - Ramón
- Lola Dueñas - Macarena
- Pilar Castro - Bárbara

## Premis
Goyas 2003
| Categoria               | Persona                  | Resultat  |
| ----------------------- | ------------------------ | --------- |
| Millor director novell  | David Serrano de la Peña | Candidat  |
| Millor actor            | Ernesto Alterio          | Candidat  |
| Millor actriu revelació | Nathalie Poza            | Candidata |
| Millor actor revelació  | Fernando Tejero          | Guanyador |
| Millor muntatge         | Rosario Sáinz de Rozas   | Candidata |

XIII Premis de la Unión de Actores
| Categoria                              | Persona          | Resultat   |
| -------------------------------------- | ---------------- | ---------- |
| Millor actor de repartiment de cinema  | Secun de la Rosa | Guanyador  |
| Millor actriu de repartiment de cinema | Nathalie Poza    | Candidata  |
| Millor actriu revelació                | Nathalie Poza    | Guanyadora |
| Millor actor secundari de cinema       | Fernando Tejero  | Candidat   |